# Фесенджан
Фесенджан (перс. فسنجان) — страва іранської кухні , являє собою м'ясні кульки в густому горіхово-гранатному соусі. Тюфтельки найчастіше робляться з м'яса птиці (качки або курки), але нерідко з баранини, яловичини або риби. Як правило, подається з відварним рисом або пловом.

## Рецепти приготування
- FESENJAM (POMEGRANATE-WALNUT CHICKEN) [Архівовано 9 лютого 2011 у Wayback Machine.]
- Khoresht-e Fesenjan (Chicken or duck in pomegranate sauce) [Архівовано 23 грудня 2010 у Wayback Machine.]
- Khoresht Fesenjaan